# Bołdyriwka
Bołdyriwka (ukr. Болдирівка) – wieś na Ukrainie, w obwodzie charkowskim, w rejonie kupiańskim. W 2001 liczyła 125 mieszkańców, spośród których 115 posługiwało się językiem ukraińskim, a 10 rosyjskim.